# 三ヨウ化ルビジウム
三ヨウ化ルビジウム（さんようかるびじうむ、英語: rubidium triiodide）は、化学式が RbI
3 で表される無機化合物である。Rb+
とI−
3を含む。

## 合成
三ヨウ化ルビジウムは、ヨウ化ルビジウムとヨウ素を水溶液中で加熱することにより得られる。
RbI + I
2  →  RbI
3

## 性質
三ヨウ化ルビジウムは直方晶系の黒色結晶で、三ヨウ化セシウムと同型であり、空間群はPnma、単位胞パラメーターは a = 1090.8 pm, b = 665.5 pm, c = 971.1 pm である。270℃まで加熱するとヨウ化ルビジウムとヨウ素に分解する。エタノールに溶け、エーテルで分解する。

## 反応
三ヨウ化ルビジウムはヨウ素とさらに反応してRbI7とRbI9を形成すると長い間信じられてきたが、最近の研究によって反論されている。